# Almuñécar
Almuñécar est une municipalité espagnole de la province de Grenade, dans la communauté autonome d'Andalousie. Cette commune andalouse de 27 397 habitants est la principale ville touristique de la « Costa tropical ». Almuñécar vit essentiellement du tourisme et des cultures fruitières subtropicales.

## Géographie

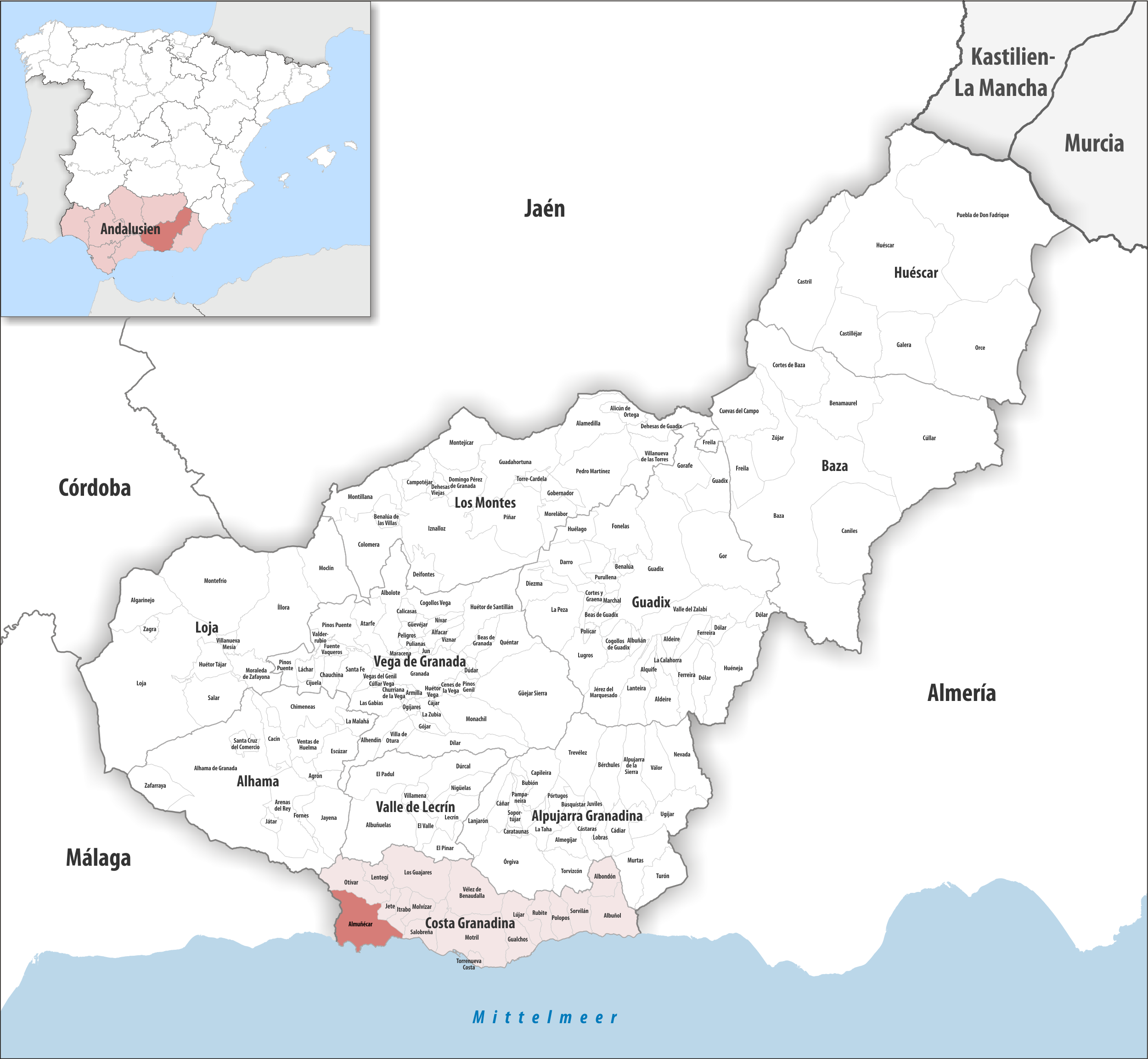
Almuñécar dans la comarque Côte grenadine, province de Grenade / en Andalousie

### Localisation
La commune d'Almuñécar se trouve dans le sud de l'Espagne, dans la partie est de la province de Grenade et au centre-sud de la comarque Côte grenadine (en espagnol Costa Granadina). Elle est sur la côte méditerranéenne, plus précisément sur la côte de la mer d'Alboran, et se trouve entre la Méditerranée et la montagne (sierra de Cázulas et, en arrière-plan, sierra de Almijara).[réf. nécessaire]
Motril, le chef-lieu de comarque, est à 20 km est ;
Grenade à 78 km nord ;
Malaga à 77 km ouest ;
Madrid à 494 km nord ;
Gibraltar à 215 km ouest-sud-ouest (distances par route).

### Communes limitrophes
|                | Otivar    | Jete             |
| Nerja (Malaga) | Almuñécar | Itrabo Salobreña |
| (Méditerranée) |           | (Méditerranée)   |

### Généralités
La commune inclut trois agglomérations principales : la ville d'Almuñécar, La Herradura (es) à l'ouest et Velilla-Taramay à l'est ; et des agglomérations plus petites : Río Seco (es), Torrecuevas (es)), El Cerval (es), El Rescate (es).
Trois vallées y constituent des zones de plantations subtropicales[réf. nécessaire] : 
vers l'ouest de la commune, celle du Jate (es) ; 
à l'ouest de la vieille ville d'Almuñécar, la vallée du Seco (es) ; 
et à l'est de la vieille ville d'Almuñécar, la vallée du Verde (es).
Plusieurs promontoires rocheux (Cerro Gordo, Punta de la Mona, Cerro de Velilla, Punta Torre del Cambon) scindent la façade maritime en trois entités, chacune avec sa longue plage de sable gris et galets. De nombreuses petites criques et calanques flanquent les promontoires rocheux.
Almuñécar est une des seules communes où sont bannies (à la date d'octobre 2017) les serres qui défigurent le reste de la côte.[réf. nécessaire]

### Transports
Le tronçon de l'autoroute A-7 entre la sortie La Herradura (es) et celle de Velilla est ouvert depuis juillet 2009, et le tronçon de Velilla à Motril vers l'est est ouvert depuis juin 2014. De sorte que la ville est désormais totalement désenclavée et d'accès routier facile et rapide.
La commune dispose également d'un port de plaisance : la Marina del Este.
Elle a enfin une gare routière et des services réguliers de bus la relient à Malaga, à Grenade, à Almería et aux localités avoisinantes. Un service de bus urbain dessert également les différents quartiers de la municipalité.

### Climat
Almuñécar jouit d'un climat méditerranéen/subtropical, avec plus de 300 jours de soleil par an et une température moyenne annuelle de 19°C, qui ne descend que très exceptionnellement sous les 12°C. Les étés sont chauds et humides, mais sans températures extrêmes grâce à la mer, à la « valle tropical » (vallée plantée d'arbres fruitiers subtropicaux) et à l'enclavement au pied des montagnes. Les hivers sont parmi les plus chauds d'Europe avec des températures moyennes d'environ 13°C ce qui permet la culture de fruits tropicaux (mangue, papaye, cherimole...) et la présence d'une végétation tropicale qu'on ne trouve pratiquement nulle part ailleurs en Europe. Le printemps a des températures encore douces, avec une moyenne de 17°C en avril. L'été est plus agréable que dans d'autres villes andalouses avec une moyenne de 25,5°C en août et les températures en automne restent chaudes avec une moyenne de 20°C en octobre.  
| Mois       | Janv | Févr | Mars | Avril | Mai  | Juin | Juil | Aout | Sept | Oct  | Nov  | Déc  | Année |
| ---------- | ---- | ---- | ---- | ----- | ---- | ---- | ---- | ---- | ---- | ---- | ---- | ---- | ----- |
| Temp. min. | 11   | 11   | 12   | 15    | 18   | 18   | 24   | 24   | 21   | 18   | 14   | 11   | 16.4  |
| Temp.moy.  | 13   | 13   | 14.5 | 17.5  | 20.5 | 22   | 26   | 25.5 | 24   | 20.5 | 16.5 | 13.5 | 19    |
| Temp. max. | 15   | 15   | 17   | 20    | 23   | 26   | 30   | 29   | 27.1 | 23   | 19   | 16   | 21.7  |

Relevé de température d'Almuñécar entre 2017 et 2019 (en °C).

## Histoire
Les premières traces de peuplement d'Almuñécar qui aient été recensées remontent au IIe millénaire av. J.-C. à la Culture d'El Argar à la fin de l'âge du bronze. La ville fut fondée en tant que colonie phénicienne nommée Seks, plus tard latinisé en Sexi (encore aujourd'hui nombre d'habitants utilisent le gentilé de Sexitano/na). À l'époque musulmane, la ville et ses alentours se sont développés en tant que port de pêche et zone de plantation de canne à sucre. Le nom d'Almuñécar lui viendrait de l'arabe (mais les opinions divergent car, d'une part, la translittération de l'arabe en castillan donnerait pour origine Ḥiṣn-al-Munkkab (حصن المنكب) (i.e. la forteresse de la colline), ce qui correspond à la relation qu'en a fait au XIIe siècle le célèbre géographe Al-Idrissi ou, d'autre part, certains pensent que son nom pourrait être d'origine romane, Munt Qabb, qui aurait subi une translittération vers l'arabe (Al-Munkkab) avant de revenir au castillan).

### Époque phénico-punique
Les Phéniciens établirent une colonie vers le IXe siècle av. J.-C. et la baptisèrent Ex ou Sks ou Seks. Pendant six cents ans, les principales activités connues de la ville et de son port furent la pêche et la salaison de poissons. Était fabriquée en particulier une pâte de poisson très recherchée nommée garum obtenue par un procédé de fermentation salée de viscères de petits poissons. La ville a également frappé sa propre monnaie comme l'attestent des pièces du IIe siècle av. J.-C.. Des fouilles archéologiques ont mis au jour des cimetières phéniciens et puniques, tels que la nécropole Laurita au flanc du Cerro San Cristobal ou celle de Punte de Noy. Une collection de produits et artefacts divers trouvés dans ces tombes phénico-puniques est exposée au Castillo de San Miguel et au musée de la ville situé à la Cueva de Siete Palacios.

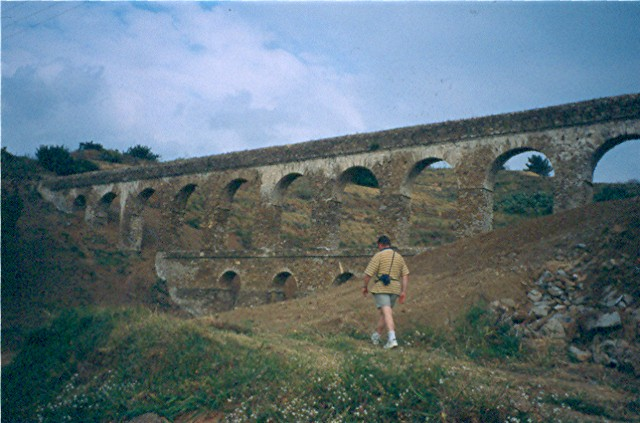
L'aqueduc romain dans la vallée du Río Seco environ 2 km au nord d'Almuñécar

### Époque romaine
Les Romains envahirent le sud de la péninsule ibérique lors de la deuxième guerre punique opposant Rome à Carthage, en 218 av. J.-C., ce qui fut pour eux l'occasion de soumettre dans la foulée les comptoirs créés par les phéniciens le long des côtes, dont Almuñécar. Pendant les sept cents ans d'emprise romaine, la ville et son industrie ont continué à prospérer. Mais c'est au Ier siècle av. J.-C. que la ville gagna son statut de cité romaine (les raisons et les circonstances ainsi que la date exacte font débat) et fut nommée Sexi Firmium Iulium.
Les Romains ont développé l'activité de salaison et de séchage de poisson, comme l'ont confirmé les fouilles entreprises dans le jardin botanique de Majuelo. Le site a été restauré et est visible par le public. Par ailleurs, cette activité nécessitait non seulement de grandes quantités de poisson et de sel marin, produits naturellement abondants le long de la côte, mais également un approvisionnement permanent en eau douce courante. Pour y pourvoir, les Romains construisirent au Ier siècle apr. J.-C. sept kilomètres environ de conduits d'eau dans les vallées du Rio Seco et du Rio Verde, dont cinq aqueducs. Ils sont toujours debout et quatre d'entre eux sont encore en usage pour l'irrigation, deux mille ans après leur construction. Le système romain d'approvisionnement en eau servait également à la ville et de plus récentes fouilles dans le centre-ville ont mis en évidence le cinquième aqueduc en ruine et des thermes.
Les Romains furent vraisemblablement les premiers à utiliser la position forte que formait la pointe du Cerro de San Miguel et à la protéger, même si, en dehors d'artefacts, les constructions ultérieures ont effacé leurs traces.
Au nord du Castillo de San Miguel, dans le dédale des ruelles de la vieille ville, se trouve la Cueva de Siete Palacios (littéralement la grotte des sept palais). Ce n'est pas une grotte à proprement parler, mais les plus importantes ruines de demeures romaines découvertes à ce jour[Quand ?] à Almuñécar, qui ont survécu pendant des siècles comme logements, jusqu'aux fouilles et travaux de rénovation dans les années 1980. Elle abrite désormais le musée de la ville.

### Époque wisigoth
Avec le déclin de l'Empire romain d'Occident au Ve siècle, des peuplades germaniques traversèrent la chaîne des Pyrénées vers la péninsule ibérique. Parmi eux se trouvaient les Wisigoths qui s'imposèrent aux autres peuplades et étendirent leur conquête à toute la côte méditerranéenne de la péninsule. Toutefois, l'Hispanie demeura relativement romanisée sous leur règne, car le Royaume wisigoth adopta la culture et la langue latines et maintint nombre des anciennes institutions. Sous leur règne Almuñécar ne semble avoir connu aucun développement particulier.

### Époque musulmane
La conquête musulmane de la péninsule ibérique débuta en 711. Almuñécar se souvient quant à elle de l'an 755 quand le dernier rescapé des princes Omeyyades, futur Abd al-Rahman Ier fondateur de l'Émirat de Cordoue, arrive d'Afrique du nord dans sa fuite depuis Damas à la suite de l'instauration du Califat abbasside de Bagdad. Almuñécar est alors rattachée à la cora (es) d'Elvira. À la chute du Califat de Cordoue et pendant la période des royaumes des Taïfas qui suit, la ville est rattachée à la taïfa de Grenade. 

Les Maures introduisent à Almuñécar la canne à sucre, soutiennent les activités de pêche et développent l'agriculture. Ils adaptent les conduites d'eau et aqueducs romains et développent les seguias (acequias) pour irriguer les cultures. Ils construisent rues et immeubles sur le promontoire rocheux du Cerro de San Miguel (dénomination actuelle) et ses flancs, constituant une médina.
Le château devient la forteresse de la ville et le siège de son administration. Ses murailles sont consolidées à deux reprises. Pendant le règne nasride de Grenade, dernier royaume musulman en Espagne, la forteresse est renforcée et sert de villégiature pour les monarques. Il reste des traces d'habitations, de bains et d'une mosquée dans son enceinte.
Almuñécar est reconquise par l'Espagne catholique en 1489, trois ans avant la chute de Grenade en 1492 qui marque la fin de la dernière autorité musulmane dans la péninsule ibérique.

### Époque chrétienne
À la suite de la reconquête, de nouvelles dispositions urbaines et architecturales furent prises. La médina fut christianisée et, en particulier, la construction d'une église fut entreprise à partir de 1590 pour s'achever dans ses derniers détails en 1600. L'église de l'Incarnation (Iglesia de la Encarnación) est la première église de style baroque construite dans la province de Grenade.
Le château fut également reconstruit et baptisé Castillo de San Miguel (Saint Michel), puis à nouveau restauré et consolidé sous le règne de Charles III à la fin du XVIIIe siècle. Il comprenait alors un pont-arche, disparu depuis, reliant le château au Peñon del Santo, par-dessus l'actuel Paseo de la Caletilla. Il fut conquis par les troupes françaises pendant la guerre d'indépendance espagnole et leur servit de place forte. En 1812, elles le défendirent contre les forces combinées des britanniques et de partisans espagnols et en furent chassées. Lors de cet épisode, une des tours fut partiellement détruite puis toutes les constructions à l'intérieur des murailles. Le château perdit alors sa fonction de forteresse et, à la suite d'une épidémie de choléra en 1830, devint le cimetière de la ville. En 1986, le cimetière fut déplacé et la restauration du château fut entreprise. On peut aujourd'hui le visiter.
Les armoiries de la ville lui auraient été attribuées en 1526 par Charles Ier d'Espagne et feraient référence à la destruction par les défenseurs de la ville d'une flotte berbère qui menait un raid contre elle. Elles montrent en particulier trois têtes de pirates barbaresques portant turban, flottant sur la mer.

## Démographie
| 1991   | 1996   | 2001   | 2004   | 2006   | 2007   | 2008   | 2011   | 2016   |
| ------ | ------ | ------ | ------ | ------ | ------ | ------ | ------ | ------ |
| 20 408 | 21 472 | 21 420 | 23 073 | 27 071 | 27 076 | 27 544 | 27 754 | 27 397 |

## Économie
Le tourisme est l'activité principale de la ville, grâce à son climat remarquable qui permet de profiter toute l'année du soleil, de la mer et de températures agréables. La ville dispose d'une bonne infrastructure hôtelière et son urbanisation très développée compte de nombreuses résidences secondaires et locations saisonnières. 20 % des résidents sont des étrangers, avec une majorité relative de britanniques. En plus des activités balnéaires classiques, la plongée (à La Herradura (es) surtout) et le parapente (à Velilla-Taramay) (es) sont les deux activités sportives singulières de la ville. La ville ou la province organisent des événements culturels, dont le plus notable est le Festival annuel de jazz qui a lieu en juillet. La plage San Cristóbal ou La China a une longueur de 1 050 mètres et une largeur moyenne de 50 mètres, ses eaux y sont tranquilles.
L'autre activité économique importante de la commune est la culture de fruits subtropicaux, en particulier la chérimole, emblématique de la ville, mais également la mangue, l'avocat, les nèfles, etc.

## Politique
La maire actuelle est Trinidad Herrera Lorente du Partido Popular (Parti Populaire). Elle est la première femme à avoir été élue en 2011 maire d'Almuñécar. Les élections municipales du 24 mai 2015 ont donné la répartition suivante en voix et sièges :
| Élections Municipales - Almuñécar (2015)                        |       |        |                   |
| Parti polítique                                                 | Voix  | %      | Nb de conseillers |
| Partido Popular (PP)                                            | 4.369 | 35,54% | 8                 |
| Partido Andalucista (PA)                                        | 3.563 | 28.98% | 7                 |
| Partido Socialista Obrero Español (PSOE)                        | 1.848 | 15,03% | 3                 |
| Partido Más Almuñécar-La Herradura (PMAS)                       | 976   | 7,94%  | 2                 |
| Izquierda Unida-Los Verdes-Convocatoria por Andalucía (IULV-CA) | 861   | 7%     | 1                 |

## Jumelage
La ville est officiellement jumelée, à :
- Cerveteri (Italie)
- Fürstenfeldbruck (Allemagne)
- Livry-Gargan (France)

Elle a ou a eu également des relations de partenariat et d'échanges culturels avec :
- Hendersonville (Caroline du Nord) (États-Unis)
- Baracoa (Cuba)
- Kélibia (Tunisie)
- Khan Younès (Palestine)
- Koweït (ville) (Koweït)
- Larache (Maroc)
- Chinguetti (Mauritanie)
- Puerto de la Cruz (Espagne)

## Galerie d'images

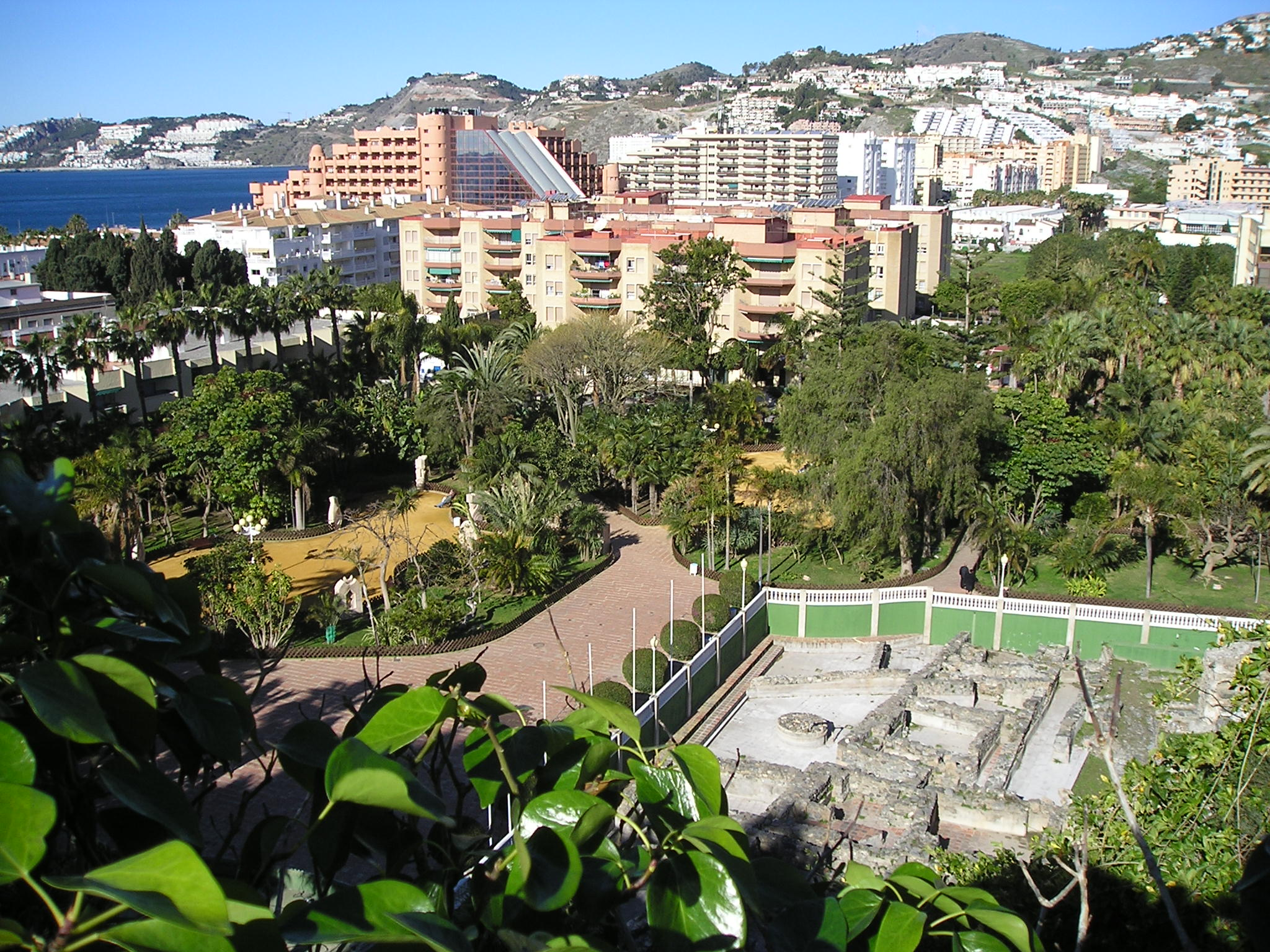
Ruines de la salaison de poisson phénico-punique dans le jardin botanique de Majuelo.
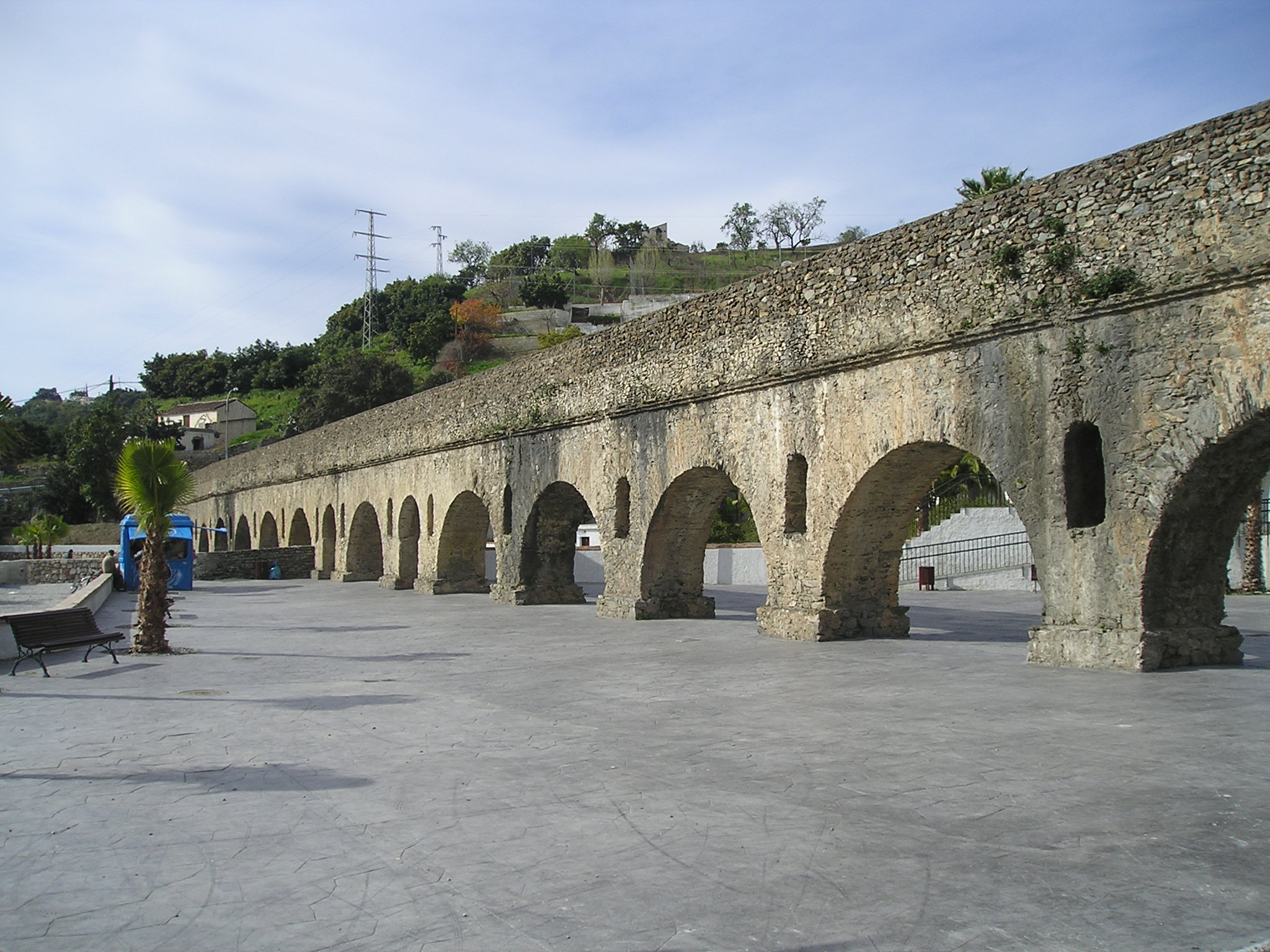
L'aqueduc romain à Torrecuevas (es), 4 km environ au nord d'Almuñécar.
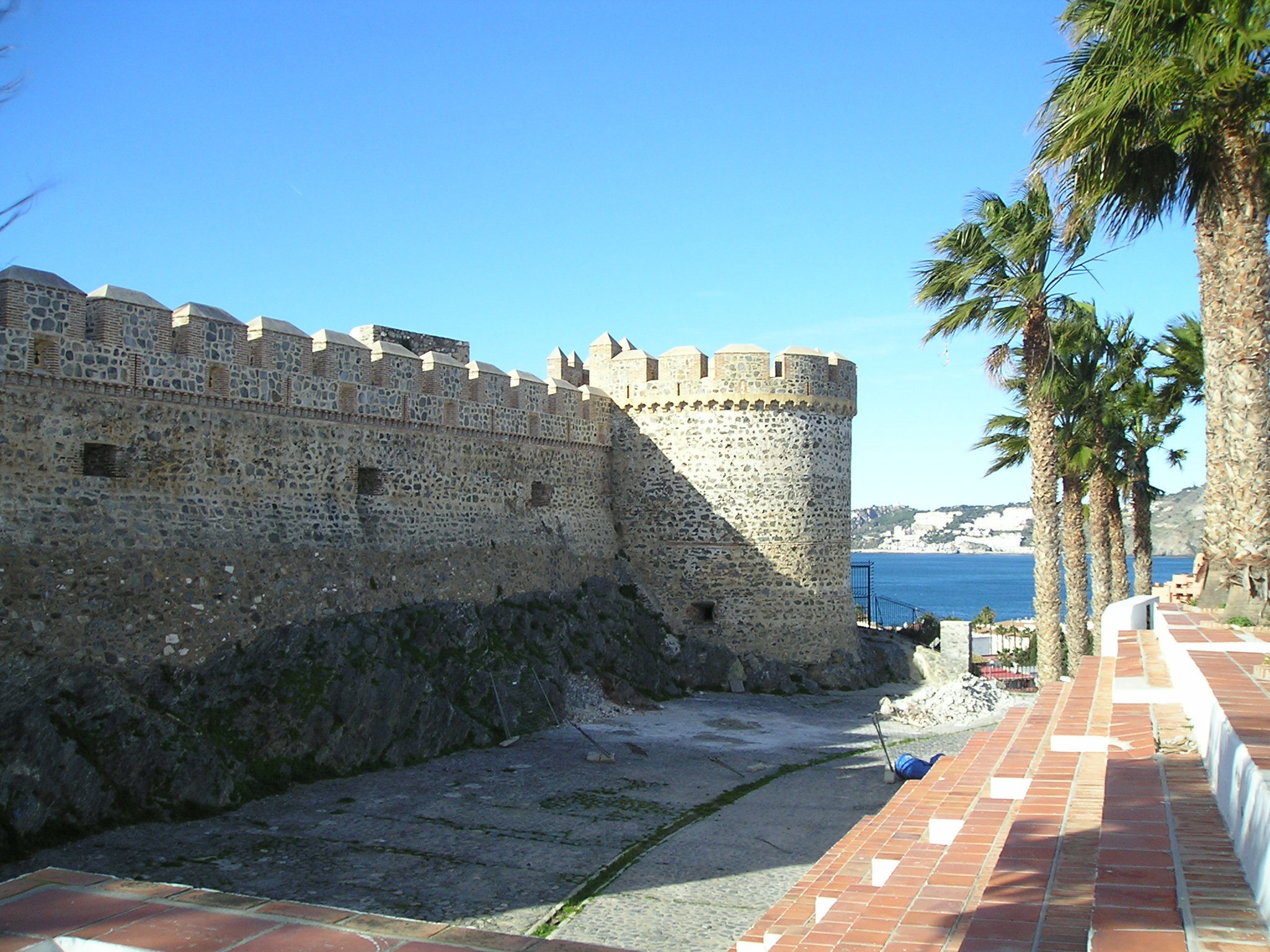
Le château de San Miguel.
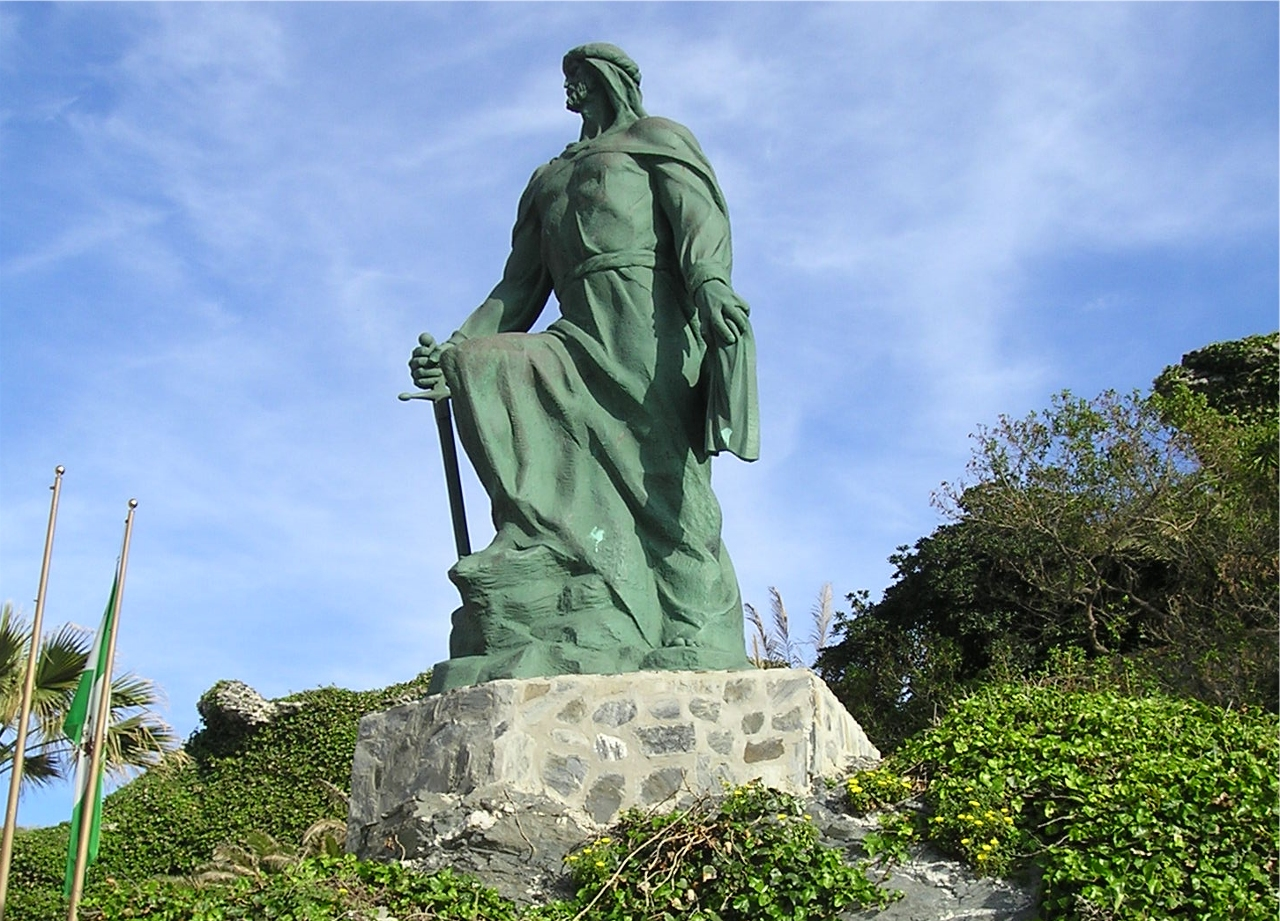
La statue d'Abd Al-Rahman Ier, place San Cristóbal près du front de mer.

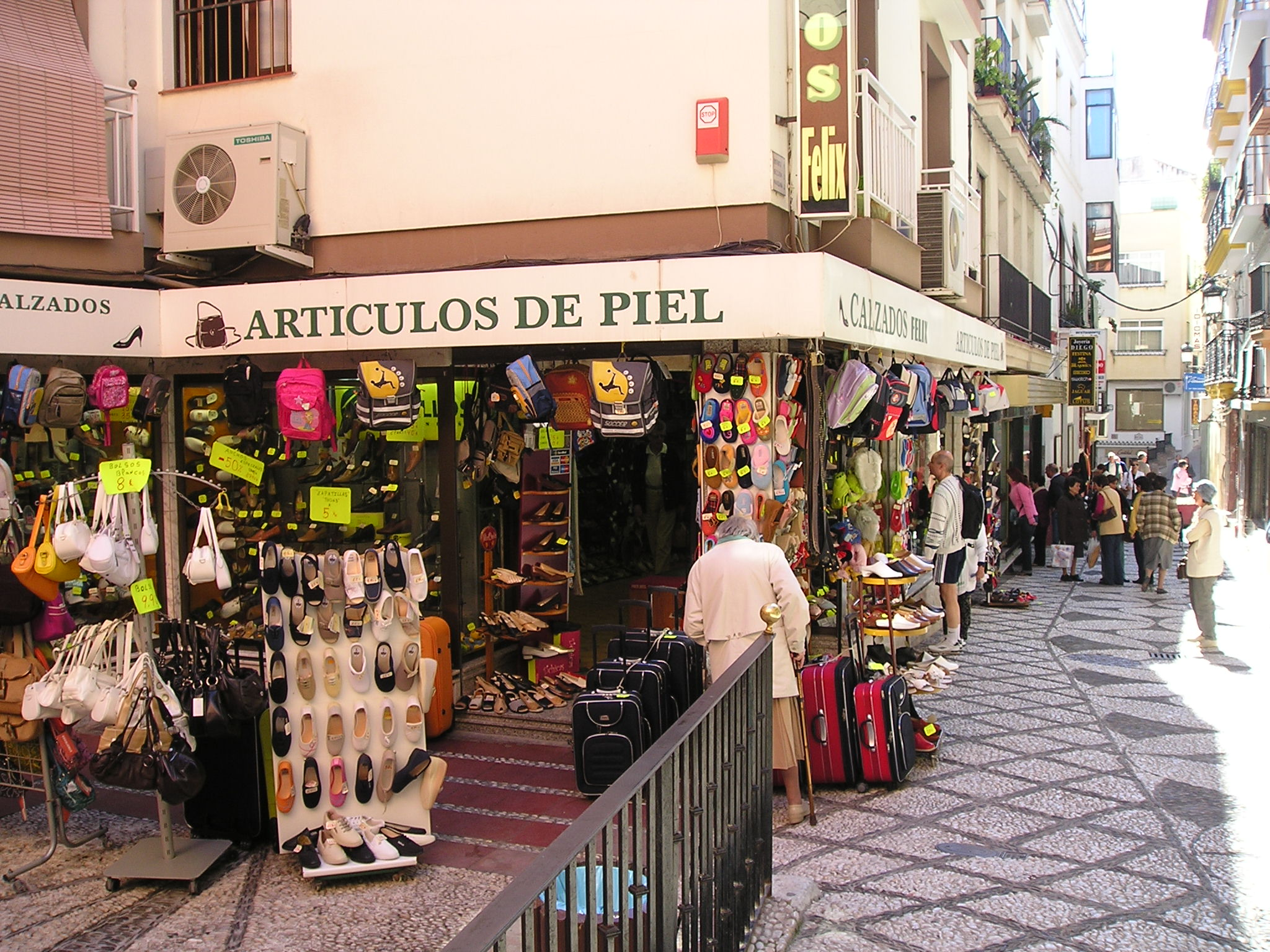
Dans la vieille ville.
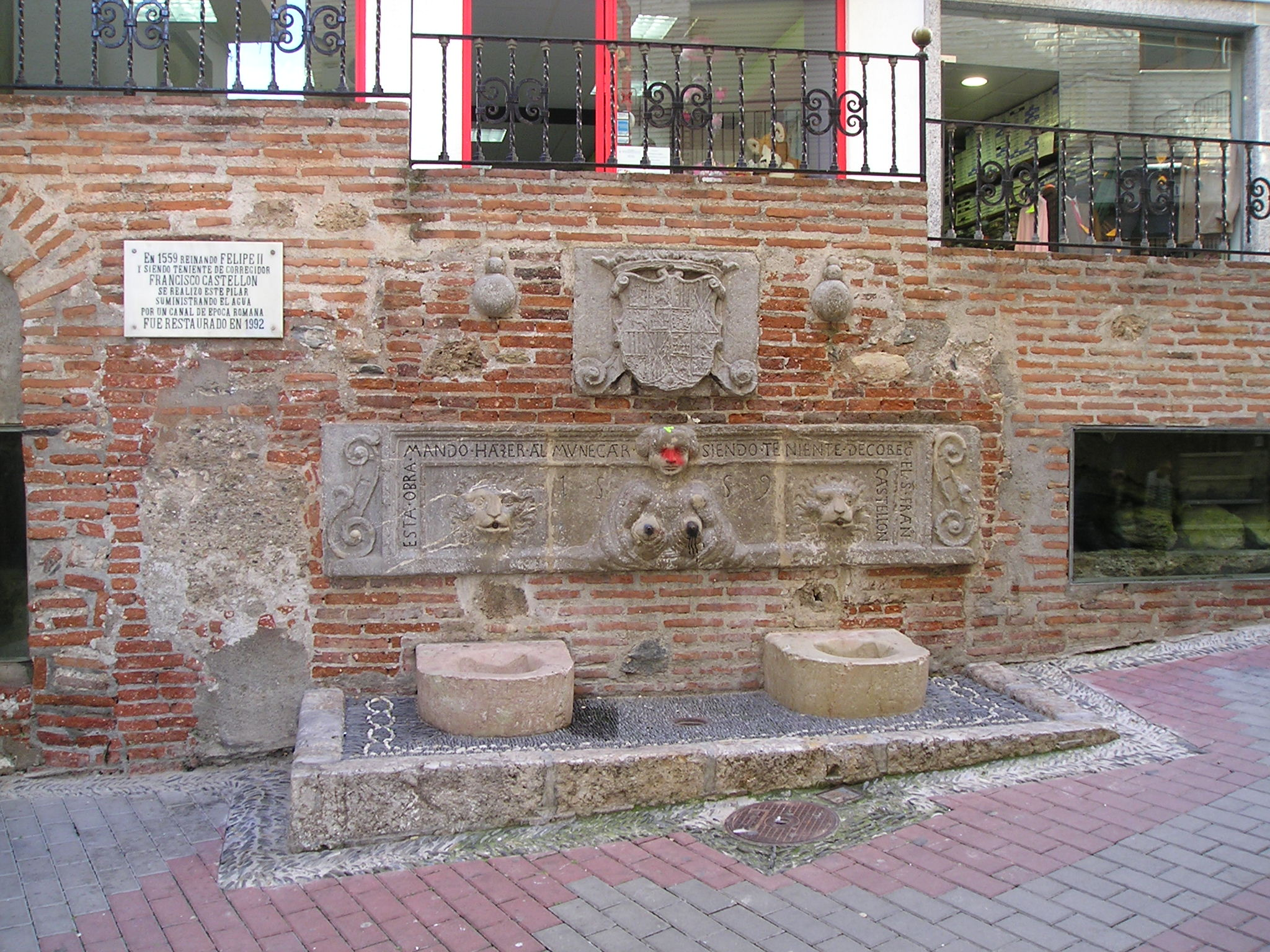
La fontaine royale de la Calle Real (1559).
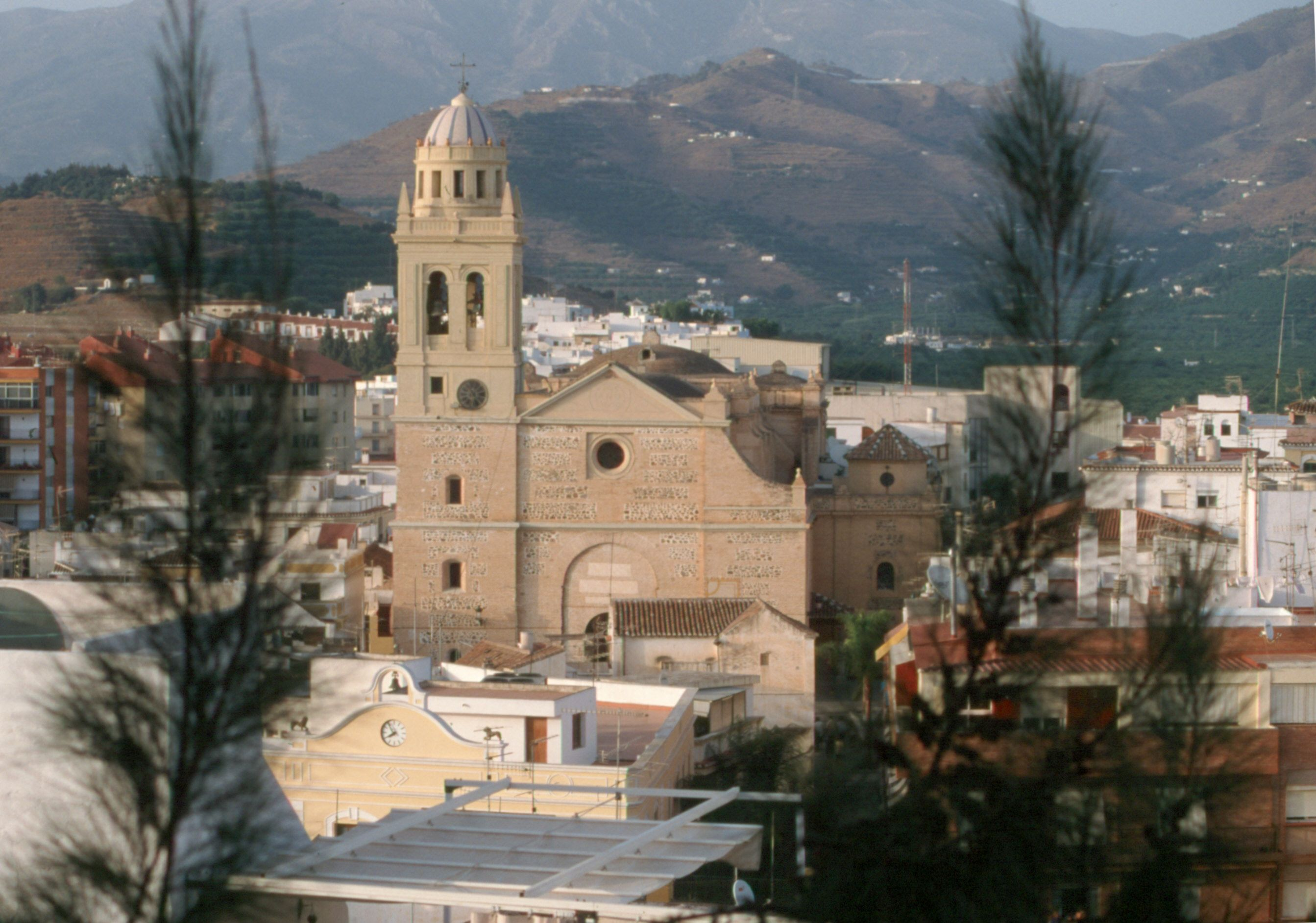
L'église de l'Incarnation.
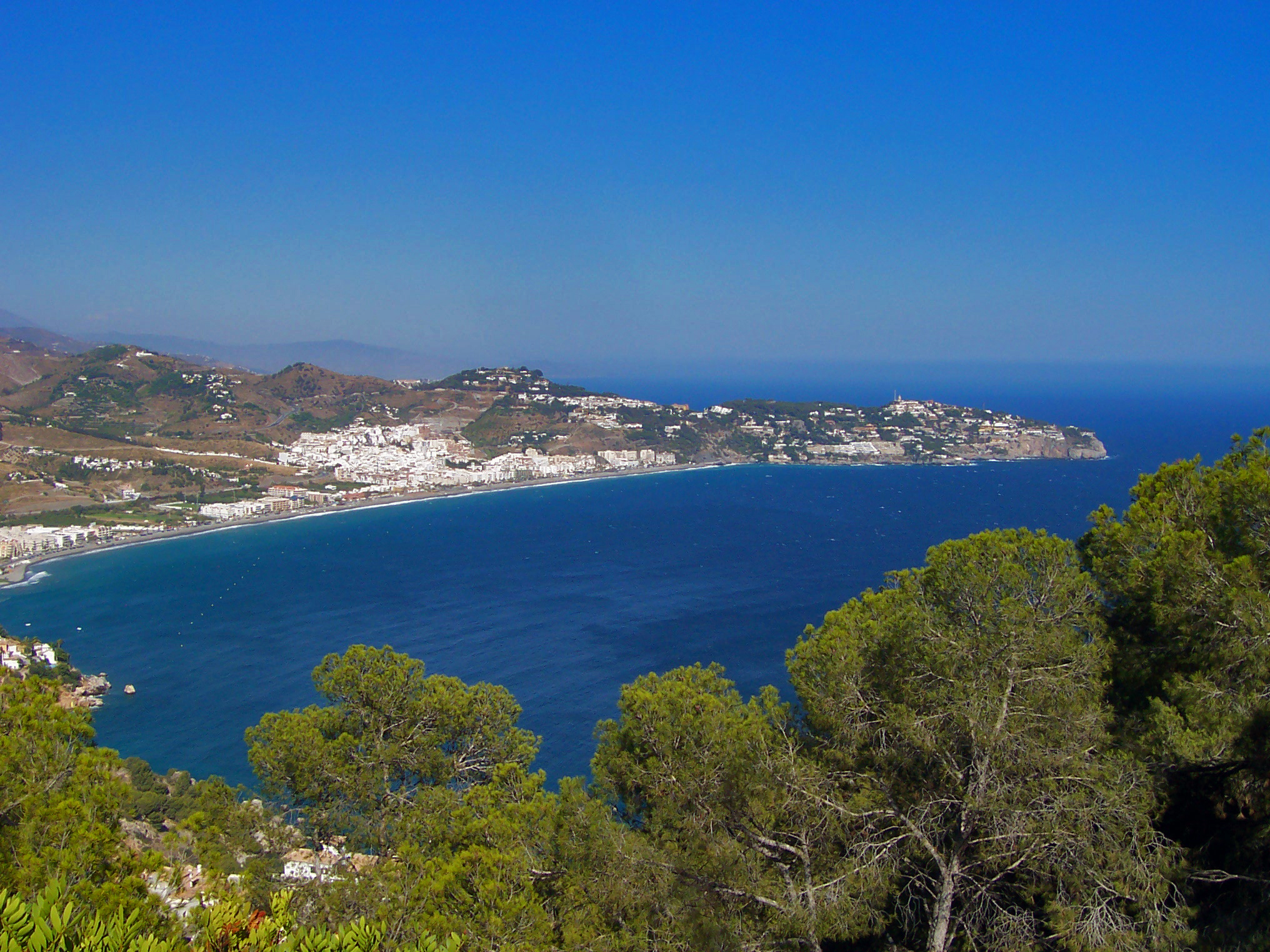
La baie de La Herradura (es) vue du Cerro Gordo.